# Periodistas FC
Periodistas Fútbol Club fue un programa de sobremesa diario de humor que analizaba en tono desenfadado la información deportiva y el tratamiento que hacen de ella los medios de comunicación y periodistas especializados, emitido en la cadena española La Sexta desde el 11 de enero del 2010. Periodistas Fútbol Club hablaba de deportes pero, sobre todo, criticaba a los periodistas deportivos. El programa, producido por Globomedia, también contaba con la colaboración de la reportera Paula Prendes. Las grabaciones se llevaban a cabo en los estudios de Globomedia, productora del programa, situados al noreste de Madrid y compartía plató con Sé lo que hicisteis...
Su duración era de 30 minutos, y se emitía originalmente tras los informativos de la cadena (15:00-15:30). A las tres semanas, el programa pasó a emitirse después de Sé lo que hicisteis... (17:30-18:00), mejorando su audiencia hasta máximos de más del 6 % de cuota de pantalla. Sin embargo, estos registros siguieron sin ser los esperados en un principio, y el programa fue cancelado el 15 de febrero de 2010 en su primera temporada y después de emitirse únicamente 26 programas.

## Historia del programa
Periodistas Fútbol Club se estrenó el 11 de enero de 2010, emitiéndose semanalmente de lunes a viernes y fue cancelado el 15 de febrero de 2010 tras los bajos índices de audiencia que cosechaba.

### Audiencias
La audiencia media del programa ha sido de 458 000 espectadores y un 3,7 % de cuota de pantalla.
| Programa | Fecha                 | Espect. | Cuota |
| -------- | --------------------- | ------- | ----- |
| 1        | 11 de enero de 2010   | 518.000 | 3,7   |
| 2        | 12 de enero de 2010   | 445.000 | 3,1   |
| 3        | 13 de enero de 2010   | 383.000 | 2,8   |
| 4        | 14 de enero de 2010   | 370.000 | 2,8   |
| 5        | 15 de enero de 2010   | 443.000 | 3,4   |
| 6        | 18 de enero de 2010   | 409.000 | 3,0   |
| 7        | 19 de enero de 2010   | 389.000 | 2,9   |
| 8        | 20 de enero de 2010   | 446.000 | 3,2   |
| 9        | 21 de enero de 2010   | 470.000 | 3,5   |
| 10       | 22 de enero de 2010   | 429.000 | 3,3   |
| 11       | 25 de enero de 2010   | 390.000 | 2,8   |
| 12       | 26 de enero de 2010   | 417.000 | 3,0   |
| 13       | 27 de enero de 2010   | 424.000 | 3,1   |
| 14       | 28 de enero de 2010   | 372.000 | 2,9   |
| 15       | 29 de enero de 2010   | 291.000 | 2,2   |
| 16       | 1 de febrero de 2010  | 629.000 | 6,1   |
| 17       | 2 de febrero de 2010  | 469.000 | 4,6   |
| 18       | 3 de febrero de 2010  | 509.000 | 5,0   |
| 19       | 4 de febrero de 2010  | 516.000 | 4,8   |
| 20       | 5 de febrero de 2010  | 647.000 | 6,1   |
| 21       | 8 de febrero de 2010  | 571.000 | 5,3   |
| 22       | 9 de febrero de 2010  | 492.000 | 4,6   |
| 23       | 10 de febrero de 2010 | 490.000 | 4,7   |
| 24       | 11 de febrero de 2010 | 488.000 | 4,5   |
| 25       | 12 de febrero de 2010 | 582.000 | 5,2   |
| 26       | 15 de febrero de 2010 | 585.000 | 4,9   |

## Colaboradores

### Dani Mateo
Desde el año 2007, Dani Mateo colabora en el programa de La Sexta, 'Sé lo que hicisteis...' que compatibilizaba con la presentación de 'Periodistas Fútbol Club'.
Dani comenzó su trayectoria profesional delante de los micrófonos de Catalunya Radio. Más adelante, trabajó en Onda Cero, Radio Grácia, Onda Catalana, Rac1 y Flaix FM. Tras su experiencia radiofónica, saltó al mundo de los monólogos, integrándose en el plantel televisivo de Paramount Comedy, además de actuar en locales y teatros de toda España. Columnista de la revista DT, también ha trabajado en TV3, y colaborado en Anda Ya, de los 40 Principales.
En televisión se ha dado a conocer como presentador de 'Noche sin tregua' (NST) y como colaborador de 'Nuevos cómicos' y de 'El club de la comedia', todos de Paramount Comedy. También ha participado en la serie de Antena 3 'La familia Mata'.

### Ricardo Castella
Ricardo Castella volvió a la televisión después de colaborar la pasada temporada en el magacín 'Tal cual lo contamos' de Antena 3. Desde 1999, ha compaginado su trabajo en la pequeña pantalla con actuaciones como monologuista en teatros, auditorios y otros locales.
Castella se dio a conocer como analista político del late night 'Noche Hache', en Cuatro, aunque su primer trabajo en este medio fue en Paramount Comedy, donde presentó Nada que perder. Previamente fue coordinador v responsable del programa de monólogos 'Nuevos cómicos', también en Paramount Comedy.

### Paula Prendes
Licenciada en Comunicación Audiovisual, Paula Prendes ha sido redactora y locutora de informativos en la Cadena Ser de Gijón, de deportes en Cadena Ser Salamanca y de los informativos de Localia Madrid. Ha presentado Electronic Arts, programa emitido en una conocida web de videojuegos y ha colaborado como reportera en la MTV.
En televisión, ha protagonizado la serie 'Somos cómplices' (Antena 3) y 'Becari@s' (Telecinco) y ha participado en otras como 'Bicho malo nunca muere' (Neox), 'Hermanos y detectives' (Telecinco).

## Secciones
- Momentos histéricos: Con narraciones históricas y grandes hitos del deporte.
- Periodistas por el mundo: Donde Paula Prendes muestra el trabajo de profesionales extranjeros.
- Casa de citas: Repasa sentencias que han dejado para la posteridad algunos profesionales del gremio.
- Libro de estilo: Compilación de errores y situaciones curiosas con periodistas deportivos como protagonistas.
- Los reportajes de Paula Prendes: Con carácter diario y temáticas diversas, ocupan la sección de Paula.
- Los 3 mejores goles y "goluys": Donde Dani y Ricardo muestran los tres mejores goles y las tres ocasiones de gol más claras que se han fallado en la jornada de Liga anterior.

### Carné de socio
Cada viernes, Periodistas Fútbol Club entregaba un carné que reconocía a un periodista o profesional relacionado con el mundo deportivo como "socio del programa". La elección del socio de cada semana variaba, pero se asemejaba al proceso por el cual se elige un "Empleado de la semana" en el programa Sé lo que hicisteis....
Al durar el programa cinco semanas en antena, solo se otorgaron 4 carnés de socio, ya que la quinta semana se dejó el premio desierto, y en su lugar se retiró el carné n.º 2 para la historia del programa (pues ese mismo día se hizo pública la noticia de la cancelación del espacio y que esa sería su penúltima retransmisión).
| N.º Carné | Socio                | Cadena/Programa    | Fecha                | Méritos |
| --------- | -------------------- | ------------------ | -------------------- | --- |
| 1         | Paco García Caridad  | Veo7, Radio Marca  | 15 de enero de 2010  | Nombrar, publicitar y defender el programa Periodistas Fútbol Club.                                                                                    |
| 2         | Roberto Gómez        | Veo7               | 22 de enero de 2010  | Desprestigiar el carné de socio llamándolo “chorrada”.                                                                                                 |
| 3         | Juanma Castaño       | Cadena SER, Cuatro | 29 de enero de 2010  | Bromear con el nombre de Mikel Arteta: “Llama a un burro para que te la meta”.                                                                         |
| 4         | Emilio Ortiz Zaforas | Punto Pelota       | 5 de febrero de 2010 | Trazar la línea de fuera de juego a la jugada de Pedrito, con una regla de casa y a falta de dos asignaturas para terminar la carrera de arquitectura. |